# XXIV Premis de la Unión de Actores
La XXIV edició dels Premis de la Unión de Actores, corresponents a l'any 2014, concedits pel sindicat d'actors Unión de Actores y Actrices, va tenir lloc el 9 de març de 2015 al Teatro La Latina. Fou patrocinada per la Fundación AISGE. La gala fou dirigida per Juan Luis Iborra i fou presentada per Juanma Cifuentes. El premi "Mujeres de Unión" fou atorgat a les organitzadores del "Tren de la Llibertat" que va anar d'Astúries a Madrid per exigir que no es revoqués la llei de l'avortament, i el van recollir a l'escenari la Tertulia Feminista Comadres, l'associació Mujeres de Barredo, la Plataforma del Derecho a Decidir i Mujeres Cineastas.

## Candidatures

### Premi a Tota una vida
- José Sacristán

### Premi Especial
- Matadero Madrid

### Menció d'Honor Mujeres en Unión
- El tren de la llibertat

### Cinema

#### Millor actriu protagonista
| Actriu          | Pel·lícula            | Resultat   |
| --------------- | --------------------- | ---------- |
| Elena Anaya     | Todos están muertos   | Guanyadora |
| Clara Lago      | Ocho apellidos vascos | Nominada   |
| Manuela Velasco | REC 4: Apocalipsi     | Nominada   |

#### Millor actor protagonista
| Actor            | Pel·lícula            | Resultat  |
| ---------------- | --------------------- | --------- |
| Javier Gutiérrez | La isla mínima        | Guanyador |
| Carlos Iglesias  | 2 francos, 40 pesetas | Nominat   |
| Raúl Arévalo     | La isla mínima        | Nominat   |

#### Millor actriu secundària
| Actriu        | Pel·lícula            | Resultat   |
| ------------- | --------------------- | ---------- |
| Ana Fernández | Purgatorio            | Nominada   |
| Carmen Machi  | Ocho apellidos vascos | Guanyadora |
| Goya Toledo   | Marsella              | Nominada   |

#### Millor actor secundari
| Actor            | Pel·lícula                 | Resultat  |
| ---------------- | -------------------------- | --------- |
| Karra Elejalde   | Ocho apellidos vascos      | Guanyador |
| Alberto San Juan | La ignorancia de la sangre | Nominat   |
| Críspulo Cabezas | REC 4: Apocalipsi          | Nominat   |

#### Millor actriu de repartiment
| Actriu        | Pel·lícula            | Resultat   |
| ------------- | --------------------- | ---------- |
| Mercedes León | La isla mínima        | Guanyadora |
| Tina Sáinz    | 2 francos, 40 pesetas | Nominada   |
| Ana Wagener   | A escondidas          | Nominada   |

#### Millor actor de repartiment
| Actor               | Pel·lícula     | Resultat  |
| ------------------- | -------------- | --------- |
| Sergi López i Ayats | Dos a la carta | Nominat   |
| Manolo Soto         | La isla mínima | Guanyador |
| Antonio de la Torre | La isla mínima | Nominat   |

#### Millor actriu revelació
| Actriu                 | Pel·lícula, sèrie o obra | Resultat   |
| ---------------------- | ------------------------ | ---------- |
| Carmen Flores Sandoval | Que vaya bonito          | Nominada   |
| Pilar Gil              | El zoo de cristal        | Guanyadora |
| Clara Lago             | La Venus de las pieles   | Nominada   |

#### Millor actor revelació
| Actor           | Pel·lícula, sèrie o obra          | Resultat  |
| --------------- | --------------------------------- | --------- |
| Jorge Cabrera   | Paquito, lágrimas, mocos y sangre | Nominat   |
| Carlos López    | Dorian                            | Nominat   |
| Héctor Melgares | Calígula                          | Guanyador |

### Televisió

#### Millor actriu protagonista
| Actriu                | Sèrie de televisió | Resultat   |
| --------------------- | ------------------ | ---------- |
| Teresa Hurtado de Ory | Ciega a citas      | Nominada   |
| Michelle Jenner       | Isabel             | Guanyadora |
| Megan Montaner        | Sin identidad      | Nominada   |

#### Millor actor protagonista
| Actor          | Sèrie de televisió | Resultat  |
| -------------- | ------------------ | --------- |
| Eloy Azorín    | Sin identidad      | Nominat   |
| Víctor Clavijo | Cuéntame un cuento | Guanyador |
| Rodolfo Sancho | Isabel             | Nominat   |

#### Millor actriu secundària
| Actriu            | Sèrie de televisió | Resultat   |
| ----------------- | ------------------ | ---------- |
| Victoria Abril    | Sin identidad      | Guanyadora |
| Verónica Sánchez  | Sin identidad      | Nominada   |
| Ainhoa Santamaría | Isabel             | Nominada   |

#### Millor actor secundari
| Actor           | Sèrie de televisió | Resultat  |
| --------------- | ------------------ | --------- |
| Borja Luna      | Isabel             | Nominat   |
| Eusebio Poncela | Isabel             | Nominat   |
| Pepe Viyuela    | Aída               | Guanyador |

#### Millor actriu de repartiment
| Actriu         | Sèrie de televisió | Resultat   |
| -------------- | ------------------ | ---------- |
| Elvira Mínguez | Sin identidad      | Guanyadora |
| Elvira Mínguez | Hermanos           | Nominada   |
| Lluvia Rojo    | Cuéntame cómo pasó | Nominada   |

#### Millor actor de repartiment
| Actor           | Sèrie de televisió   | Resultat  |
| --------------- | -------------------- | --------- |
| Jaime Blanch    | Amar es para siempre | Nominat   |
| Carlos Hipólito | Hermanos             | Guanyador |
| Jorge Usón      | B&b, de boca en boca | Nominat   |

### Teatre

#### Millor actriu protagonista
| Actriu            | Muntatge        | Resultat   |
| ----------------- | --------------- | ---------- |
| Asunción Balaguer | Una vida robada | Nominada   |
| Inma Cuevas       | Constelaciones  | Guanyadora |
| África Gozalbes   | Toc toc         | Nominada   |

#### Millor actor protagonista
| Actor                 | Muntatge                                      | Resultat  |
| --------------------- | --------------------------------------------- | --------- |
| Sergio Peris-Mencheta | Lluvia constante                              | Nominat   |
| Miguel Rellán         | Novecento. La leyenda del pianista del océano | Guanyador |
| Ángel Ruiz            | Miguel de Molina al desnudo                   | Nominat   |

#### Millor actriu secundària
| Actriu            | Muntatge                          | Resultat   |
| ----------------- | --------------------------------- | ---------- |
| Inma Cuevas       | MBIG (Mcbeth International Group) | Nominada   |
| Consuelo Trujillo | Cuando deje de llover             | Guanyadora |
| Ana Wagener       | Fausto                            | Nominada   |

#### Millor actor secundari
| Actor         | Muntatge               | Resultat  |
| ------------- | ---------------------- | --------- |
| Emilio Gavira | Fausto                 | Nominat   |
| Daniel Muriel | Las heridas del viento | Nominat   |
| Jorge Muriel  | Cuando deje de llover  | Guanyador |

#### Millor actriu de repartiment
| Actriu            | Muntatge              | Resultat   |
| ----------------- | --------------------- | ---------- |
| Asunción Balaguer | Ricardo III           | Nominada   |
| Belén Cuesta      | La llamada            | Nominada   |
| Susi Sánchez      | Cuando deje de llover | Guanyadora |

#### Millor actor de repartiment
| Actor                 | Muntatge                 | Resultat  |
| --------------------- | ------------------------ | --------- |
| Richard Collins-Moore | La llamada               | Nominat   |
| Felipe García Vélez   | Cuando deje de llover    | Guanyador |
| Daniel Muriel         | Los miércoles no existen | Nominat   |